# Be-Bop-A-Lula
«Be-Bop-A-Lula» es una canción de rock and roll del cantante estadounidense Gene Vincent, publicada por Capitol Records en 1956. Fue interpretada por muchos artistas y se convirtió en un clásico del género.

## Historia
Gene Vincent firmó un contrato con Capitol Records junto con la banda The Blue Caps, donde el guitarrista solista era el virtuoso Cliff Gallup, uno de los instrumentistas que más influyó en los primeros años del rock and roll.
Con ellos grabaría una sesión de la que saldría un disco de dos caras: en la cara A aparecía «Woman Love», pero sería la cara B del disco la que pincharían todas las principales emisoras de radio de rock and roll: «Be-Bop-A-Lula», convirtiéndose en un gran éxito en la primavera de 1956.

## Otros intérpretes
| - Elvis Presley - Sandro - Carl Perkins - The Everly Brothers - Foghat - Gene Summers - Jerry Lee Lewis - John Lennon - Orion - Paul McCartney - Queen | - Raul Seixas - Stray Cats - Suicide - Eric Burdon - Bruno Lomas - Cliff Richard - The Beatles - The Shadows - Mina Mazzini - Sting |

- Datos: Q812795